# 2316 Jo-Ann
2316 Jo-Ann là một tiểu hành tinh vành đai chính với chu kỳ quỹ đạo là 1402.5558542 ngày (3.84 năm).
Nó được phát hiện ngày 2 tháng 9 năm 1980.